# Código de Pontos (ginástica de trampolim)

Pictograma da modalidade de trampolim

O Código de Pontos ou código de pontuação é o sistema de avaliação usado pela Federação Internacional de Ginástica (FIG) na ginástica de trampolim.
É nele que se baseiam os praticantes da modalidade gímnica de trampolim, bem como árbitros e todos os envolvidos com os desportos. Elaborado pela FIG, é ele quem rege o andamento de todas as competições internacionais a nível de apresentações - segurança e dificuldade das rotinas realizadas.